# Al-Charsa
Al-Charsa (arab. الخرسا) – wieś w Syrii, w muhafazie As-Suwajda. W 2004 roku liczyła 547 mieszkańców.